# یحیی مشیرالدوله

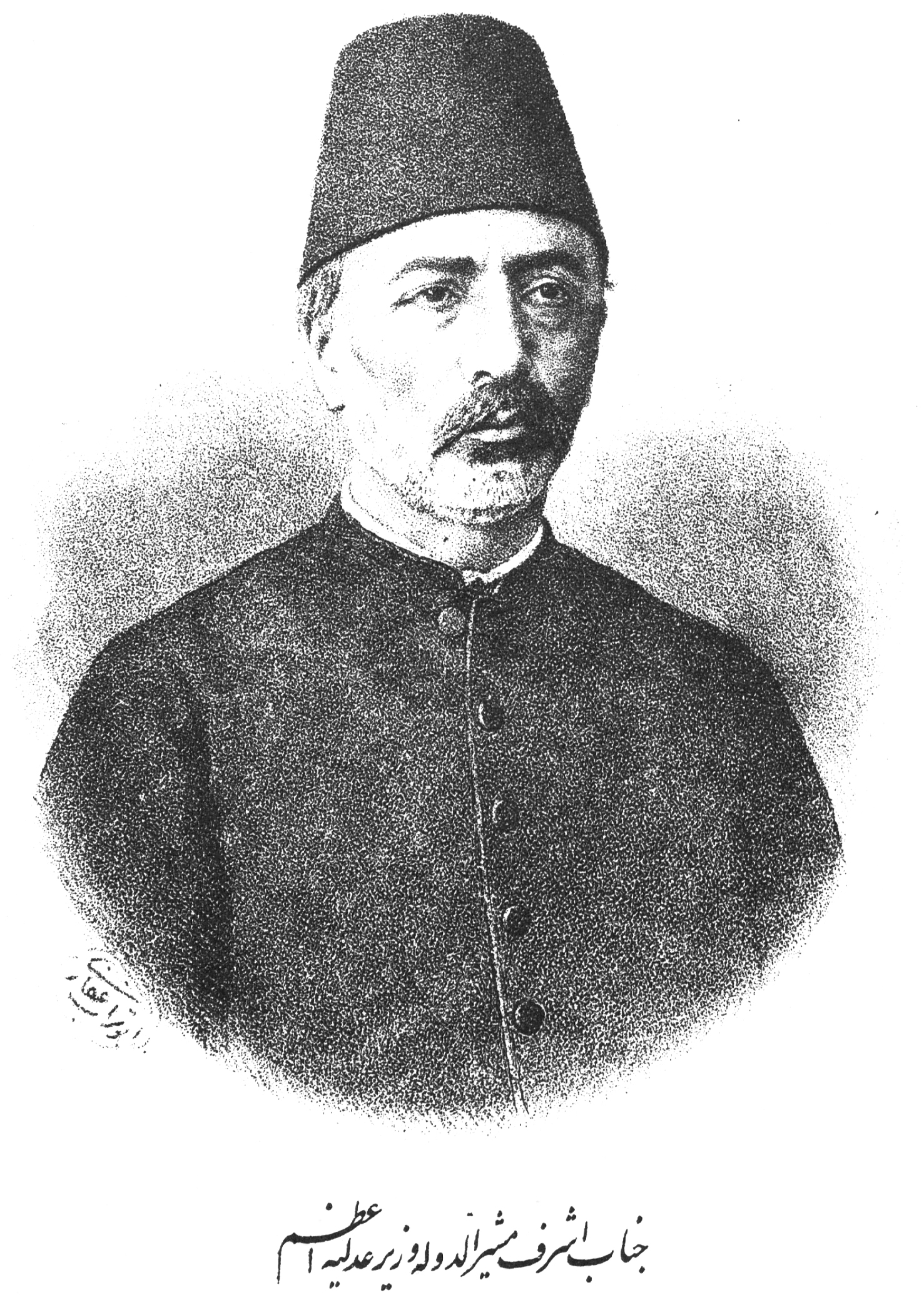
یحیی‌خان مشیرالدوله (اثر ابوتراب غفاری حدود ۱۲۶۳ خورشیدی)

میرزا یحیی‌خان مشیرالدوله قزوینی با لقب‌هایی چون آجودان مخصوص، معتمدالملک، وزیر مخصوص و مشیرالدوله از رجال برجسته و نامدار ایران در عصر قاجار بود. او مسوولیت‌های همچون حکومت عراق و کمره، لرستان و خوزستان، یزد، گیلان، مازندران و فارس داشت و مدتی هم وزیر امورخارجه و وزیر عدلیه بود.

## زندگی[۱]
یحیی خان در سال ۱۲۴۷ قمری در قزوین به دنیا آمد. پدرش میرزا نبی خان امیر دیوان قزوینی از رجال نامی عصر قاجار بود. میرزا نبی‌خان در ابتدای سلطنت ناصرالدین شاه دو فرزند خود، میرزا حسین‌خان و یحیی‌خان را برای تحصیل به اروپا فرستاد. میرزا حسین‌خان به زودی بازگشت، اما یحیی‌خان در پاریس به یادگیری زبان فرانسوی مشغول شد و تا ۱۲۷۲ قمری در فرانسه ماند. پس از بازگشت به ایران، به عنوان مترجم در وزارت امورخارجه مشغول به کار شد. مدتی بعد به نیابت سفارت پطرزبورگ منصوب گردید. در ۱۲۷۳ قمری از پطرزبورگ به ایران برگشت و در همین سال میرزا آقاخان نوری صدراعظم، وی را به سمت آجودان مخصوص خود منصوب نمود. پس از عزل میرزا آقاخان نوری در ۱۲۷۵ قمری، ناصرالدین شاه، یحیی‌خان را به سمت آجودان مخصوص و مترجم حضور خود برگزید. وی در سال ۱۲۷۶ قمری، به عنوان مأمور مخصوص به عثمانی سفر کرد و در استانبول نشان خاص شاه ایران را تقدیم سلطان عثمانی نمود و یک سال بعد در مراجعت نیز نشان‌هایی از جانب سلطان عبدالمجید یکم عثمانی برای شاهزادگان و اعیان دولت ایران آورد.
یحیی‌خان در سال ۱۲۷۸ قمری فرمان ولایتعهدی مظفرالدین میرزا و خلعت او را از جانب شاه به تبریز برد. در سال ۱۲۸۲ قمری، علاوه بر سمت‌های دیگری که داشت، تحویلداری وجوه صرف جیب شاه نیز به وی محول گردید.
در ۱۲۸۴ قمری در رکاب ناصرالدین‌شاه به سفر خراسان و زیارت مشهد رفت و در همین سال در حالی که دارای رتبه و نشان سرتیپی اول بود، نشان و حمایل امیرتومانی دریافت کرد. کمی بعد لقب معتمدالملک گرفت. اندکی پس از آن خطاب «جناب» هم دریافت کرد. در سال بعد با عزت‌الدوله، خواهر تنی شاه ازدواج کرد.
یحیی‌خان در ۱۲۸۸ قمری به مدیریت امور مشورت‌خانه و مجلس شورای مملکتی منصوب شد. او در همین سال به حکومت عراق و کمره منصوب گردید و مدتی بعد حکومت لرستان و خوزستان نیز، ضمیمه حکومتش شد. در همین سال به وزارت مخصوص رسید و در اواخر سال به سمت کشیکچی‌باشی‌گری شاه و ایلخانی ایل قاجار معین شد.
در ۱۲۸۹ به حکومت گیلان و طوالش انتصاب یافت و در ۱۲۹۰ قمری همراه شاه به سفر فرنگ رفت.
در ۱۲۹۱ به حکومت یزد و در ۱۲۹۲ قمری، والی فارس شد.
وی پس از مراجعت از مأموریت فارس و تا سال ۱۲۹۴ قمری شغل مهمی نداشت تا در این سال به حکومت مازندران و سپس به جای برادرش، که همراهِ شاه به فرنگ رفته بود، به کفالت وزارت خارجه و سپهسالاری قشون (وزارت جنگ) منصوب شد.
در سال ۱۲۹۷ قمری و پس از محمود قراگوزلو، وزیر بنایی شد. وزارت بنایی که امور مربوط به بنایی دولتی را به انجام می‌رسانید، از جمله وزارتخانه‌های پرسودی بود که طرفدار بسیار داشت و ادارهٔ بنایی دیوان اعلا نامیده می‌شد و عنوان کامل وزیر آن، وزیر بنایی دیوانی کل ممالک محروسه بود.
پس از درگذشت میرزا حسین‌خان سپهسالار، که لقب مشیرالدوله داشت و برادر یحیی‌خان بود، ناصرالدین‌شاه در جمادی‌الثانی ۱۲۹۹ قمری لقب مشیرالدوله را به یحیی‌خان اعطا کرد و وی را به عنوان وزیر عدلیه منصوب کرد. همچنین در همین زمان لقب قبلی او (معتمدالملک) را به پسرش میرزا حسین خان داد.
در سال ۱۳۰۱ قمری ناصرالدین شاه یحیی‌خان مشیرالدوله را به مناسبت انتساب نزدیکی که به خاندان سلطنتی داشت، برای تبریک جشن بلوغ ولیعهد روسیه، یعنی نیکلای دوم فرزند الکساندر سوم، با تشریفات تمام به دربار پطرزبورگ فرستاد. در همین سفر بود که یحیی‌خان مشیرالدوله به لقب «اشرف» که مخصوص شاهزادگان بود نیز ملقب گردید.
یحیی خان مشیرالدوله روز آخر جمادی‌الاول ۱۳۰۳ هجری قمری به عنوان وزیر خارجه ایران منصوب گردید و این سمت را تا روز چهارشنبه ۱۱ ذیقعده سال ۱۳۰۴ قمری عهده‌دار بود. گفته می‌شود در انتصاب وی، که سیاستمداری روسوفیل بود، روس‌ها نقش عمده ایفا نمودند.
وی در سال ۱۳۰۶ هجری قمری، مجدداً به وزارت عدلیه رسید و این بار وزارت تجارت هم ضمیمهٔ شغل او بود.
یحیی‌خان قزوینی در روز ۲۰ جمادی‌الثانی سال ۱۳۰۹ هجری قمری در سن ۶۲ سالگی فوت کرد. جسد وی طی مراسمی در مشهد و در حرم امام رضا در جوار قبر برادرش میرزا حسین‌خان سپهسالار به خاک سپرده شد.

## دربارهٔ او
یحیی خان مشیرالدوله از جمله شاخص‌ترین سیاست‌مداران روسوفیل در تاریخ ایران به‌شمار می‌رفت. در این ارتباط مخبرالسلطنه هدایت در کتاب مشهورش، خاطرات و خطرات می‌نویسد:
یحیی خان وزیر امورخارجه، رسماً نوکر روس بود. در فوتش ناصرالدین شاه شکر کرد، این بوده احوال مملکت ما در باطن امر!
اعتمادالسلطنه در خاطرات روزانه خویش، از مرگ یحیی خان ابراز تألم و ناراحتی می‌کند و می‌نویسد:
خبر فوت مشیرالدوله بی حد و اندازه مرا متالم نمود. این شخص به تمام مردم نیکی کرده، از بزرگ و کوچک، هرکس به جهتی رهین منت او هستند. نسبت به من خیلی مهربان بود، شریک غم و شادی بود، نمی‌دانم به چه زبان افسردگی خود را شرح دهم…